# Sarikamišsko jezero
Sarikamišsko jezero, također Sarikamiš ili Sari-Kamiš (turk. Sarygamyş köli, uzb. Sariqamish ko‘li, kar. Sarıqamıs kóli, rus. Сарыкамы́шское озеро), je jezero u srednjoj Aziji. Nalazi se otprilike na sredini između Kaspijskog jezera i (bivšeg) Aralskog jezera. To je najveće jezero u Turkmenistanu, u kojem se nalazi tri četvrtine cjelokupne površine jezera (četvrtina površine otpada na Uzbekistan). Slijev jezera i delta Amu-Daryu su fizičke i zemljopisne prirodne regije regije Daşoguz u Turkmenistanu.
Sve do 17. stoljeća jezero je napajala rijeka Uzboj, rukavac rijeke Amu-Darje, koja se nastavljala do Kaspijskog jezera. Danas je njegov glavni izvor vode kanal iz Amu-Darje, ali i voda koja otječe s okolnih navodnjavanih zemljišta, koja sadrži visoke razine pesticida, herbicida i teških metala.

## Etimologija
Ime jezera dolazi od turkijskih riječi sari (žuto) i qamish (depresija), referenca na žutu boju mulja i soli u starom isušenom bazenu prije nego što su ga Sovjeti poplavili. Moderne turkmenistanske vlasti žele "turkmenizirati" ime tvrdeći da je ime turk. sarykamysh – žuta trska.

## Povijest
Kroz svoju povijest, jezero je nekoliko puta nestajalo i ponovno se pojavljivalo, ovisno o dolasku voda Amu Darje. Razdoblja isušivanja jezera povezana su s ušćem rijeke u Aralsko more. Jezero je postojalo na kraju neogenog razdoblja (prije 2,5 milijuna godina), u gornjem antropocenu (tj. prije nekoliko stoljeća) (na 58 m nadmorske visine), kada je njegovo područje pokrivalo, uključujući današnji slijev Assake-Audan, a zatim u 14. - 16. stoljeću poslije Krista (na razini od 50–62 metra iznad razina mora). Prvi ga je otkrio i ucrtao ruski geograf Nikolaj Petrusevič 1876. Posljednji put kada su vode Amu Darje izravno ušle u sliv bilo je tijekom poplave 1878.
Od početka 1960-ih, Sarikamišsko jezero je ispunjeno kolektorsko-drenažnim vodama, napajanje se vršilo kroz kolektor Daryalyk, dok je korištena voda s poljoprivrednih površina lijeve obale Amu Darje.
U posljednjih nekoliko godina, od 2018. do 2024., satelitske snimke pokazuju da se jezero ponovno smanjuje, vjerojatno zbog dugotrajnih suša i manjeg dotoka vode iz Amu Darje.

## Fauna
Ihtiofaunu (vodeni životinjski svijet) Sarikamišskog jezera formirale su vrste koje su prodrle iz Amu Darje i vodenih tijela adventivne drenažne mreže. Jezero je najvećim dijelom naseljeno autohtonim vrstama bazena Aral-Amu Darja i imigrantskim vrstama, koje su spontano prodrle i namjerno prebačene u rezervoar za potrebe uzgoja ribe 1969.-1974. Od 1980. do 1987. ovdje je živjelo 27 vrsta, a 2018. već 32, od čega su 34,4% useljeničke vrste. Ukupno je tijekom postojanja jezera u njemu zabilježeno 36 vrsta različitih predstavnika ihtiofaune  uključujući šarana, soma i zmijoglavca. Krajem 2020. dvije tone mlađi šarana, tolstolobika i amura puštene su u Sarikamišsko jezero na području Dashoguz velayata u Turkmenistanu.

### Ptice
Jezero također naseljavaju vrste ptica poput bijelih labudova, ružičastih i kovrčavih pelikana i vranaca. Redovito podržava više od 20.000 ptica močvarica. Područje unutar Turkmenistana je BirdLife International prepoznalo kao važno područje za ptice (IBA). 

## Galerija
- Sarikamišsko jezero dolje lijevo, delta Oxusa i ono što je ostalo od Aralskog jezera
- Sarikamišsko jezero, iz Uzbekistana
- Politička karta južnog Aralskog jezera i okolice.

## Vanjske poveznice
|  | Zajednički poslužitelj ima još gradiva o temi Sarikamišsko jezero |